# Марцинкова, Владимира
Владимира Марцинкова (словац. Vladimíra Marcinková, урождённая Ледецкая, Ledecká; род. 17 августа 1991, Левоча, Спишска-Нова-Вес) — словацкий политический деятель. Депутат Национального совета (однопалатного парламента) Словакии с 2020 года, член фракции «Свобода и солидарность» (SaS).

## Биография
Родилась 17 августа 1991 года в городе Левоча в семье Владимира Ледецкого (Vladimír Ledecký; род. 1966), мэра общины Спишски-Гргов (1998—2020) района Левоча Прешовского края.
Окончила юридический факультет Университета Павла Йозефа Шафарика (UPJŠ) в Кошице. Стажировалась в юридических фирмах Словакии, в австрийском Зальцбурге. Прошла четырёхмесячную стажировку в посольстве Словакии в Париже.
Работала волонтёром во время предвыборной кампании Андрея Киски на президентских выборах 2014 года. Прошла путь от аналитика до руководителя отдела региональной политики. После победы Андрея Киски осталась в команде президента, где возглавляла отдел региональной политики, а также отвечала за инновации и бизнес-среду. Владимира Ледецкая была одним из авторов стартапа в форме популярного мобильного приложения Náš názor. В качестве сценариста работала с популярным ютубером GoGo. В 2019 году Владимира Ледецкая вошла в рейтинг «З0 до 30» словацкой версии Forbes. В 2019 году Владимира вместе со своим отцом была одной из основателей новой партии бывшего президента Андрея Киски «За людей». На учредительном съезде партии 28 сентября 2019 года в Кошице Владимира была избрана в президиум, а её отец — заместителем председателя партии.
На выборах 29 февраля 2020 года Марцинкова баллотировалась от партии «За людей», получила 15 567 голосов и избрана депутатом Национального совета Словакии, как и её отец, который получил 24 422 голосов, будучи также кандидатом от партии «За людей». Владимира была заместителем председателя комитета по правам человека и меньшинствам и членом комитета по социальным вопросам. В мае 2021 года Владимира избрана председателем комитета по европейским делам, стала первой женщиной на этой должности. В том же месяце комитет принял резолюцию, осуждающую инцидент с посадкой Boeing 737 в Минске, на пресс-конференции с премьер-министром Эдуардом Хегером Марцинкова поддержала санкции в отношении белорусских властей. В сентябре 2021 года Марцинкова и её отец в составе группы депутатов покинули фракцию «За людей» и присоединились к фракции «Свобода и солидарность» (SaS). Под её руководством комитет по европейским делам первым среди государств-членов Европейского союза (ЕС) осудил вторжение России в Украину и призвал ЕС к единому ответу в поддержку независимости и территориальной целостности Украины. Убеждённая сторонница прав человека и прав меньшинств и других уязвимых групп, она выступала автором законодательных инициатив по расширению прав детей и социальной помощи матерям и семьям, а также защищала расширение прав ЛГБТ-сообщества. Марцинкова была соавтором проекта поправок в Гражданский кодекс о введении института партнёрского сожительства (partnerské spolužitie). На досрочных выборах 30 сентября 2023 года Владимира получила 46 095 голосов и переизбрана от партии «Свобода и солидарность», а её отец получил 16 300 голосов и также был переизбран от партии «Свобода и солидарность». Является членом комитета по правам человека и меньшинствам и заместителем председателя комитета по европейским делам. Марцинкова также активно занимается улучшением положения женщин и матерей на рынке труда.  В 2024 году попала в программу «Молодые лидеры Европы» (EYL40) аналитического центра «Друзья Европы».

## Личная жизнь
В 2019 году вышла замуж за хоккеиста Томаша Марцинко (Tomáš Marcinko; род. 1988). В сентябре 2020 году у пары родилась дочь Лина, в марте 2023 года — сын Леон (Leon Marcinko).